# Буссе (Буркина-Фасо)
Буссе (фр. Boussé) — город и городская коммуна в Буркина-Фасо, в области Центральное Плато. Административный центр провинции Курвеого.
Расположен в центральной части страны, на высоте 321 м над уровнем моря. Население городской коммуны (департамента) Буссе по данным переписи 2006 года составляет 41 455 человек. Население самого города по оценочным данным на 2012 год насчитывает 16 055 человек. Помимо собственно города Буссе, городская коммуна включает ещё 16 деревень.